# 가봉 축구 연맹
가봉 축구 연맹(프랑스어: Fédération Gabonaise de Football, FEGAFOOT)은 가봉의 축구를 관장하는 기관이다. 1962년에 설립되었고, 1966년에 FIFA에 소속되어 있다. 국가 축구 리그와 남성, 여성 국가대표팀을 조직한다.

## 역사
1962년 창립 멤버 중에는 가봉 축구 연맹의 초대 회장의 영예를 안은 오귀스트 창고가 있었다. 오귀스트 창고는 그 당시 가봉 축구 연맹의 회장이자 하구 축구 연맹의 회장이었다.
그 당시 리브르빌의 선정을 국가적인 선정으로 보는 것은 드문 일이 아니었다.
마찬가지로, 하구 축구 연맹의 많은 지도자들은 알베르 은코게 베칼레, 조르주 그남볼트, 앵길레, 조제프 마코소, 폴 마마두 은디아예 에마네, 쥘 오와넬레, 리차드 암부르하, 그리고 오귀스트 등 가봉 축구 연맹의 창립 멤버들 중에 있다.
1962년 이래 최초의 선수들 중에는 마르탱 오시, 아리스티드 포소, 라미네 디오프 등이 있다.